# جان ماگوفولی
جان ماگوفولی (انگلیسی: John Magufuli؛ (زادهٔ ۲۹ اکتبر ۱۹۵۹ – درگذشتهٔ ۱۷ مارس ۲۰۲۱) سیاست‌مدار اهل تانزانیا بود.
وی از سال ۲۰۱۵ تاکنون رئیس‌جمهور تانزانیا، از سال ۲۰۰۸ تا ۲۰۱۰ وزیر دام و شیلات تانزانیا، از سال ۲۰۰۶ تا ۲۰۰۸ وزیر سرزمین‌ها و مناطق مسکونی و سال ۱۹۹۵ تا ۲۰۱۵ عضو پارلمان تانزانیا بوده‌است.
وی در ۱۷ مارس ۲۰۲۱ در اثر ابتلا به کرونا در گذشت و معاونش سامیا سولهو به عنوان رئیس جمهور مشغول به کار شد.